# 발렌티니아누스 2세
발렌티니아누스 2세(Flavius Valentinianus, 371년 - 392년)은 375년부터 392년까지 서로마 제국의 황제였다.
그는 발렌티니아누스 1세와 그의 두 번째 아내 유스티나 사이에서 태어났다. 375년 11월 22일, 아버지가 죽은 지 5일 뒤, 4세의 나이로 아퀸쿰(지금의 헝가리 부다페스트)에서 판노니아의 로마 군단에 의해 황제로 선포되었다. 당시 로마제국의 동부는 그의 삼촌 발렌스가 황제였고 제국 서부는 배다른 형인 그라티아누스가 황제로 이미 있었지만 두 사람은 모두 발렌티니아누스를 공동 황제로 승인하였고 어머니의 후견하에 이탈리아·아프리카·일리리쿰을 관할로 통치하도록 했다. 그는 밀라노에서 어머니의 섭정을 받으며 있었는데 어머니 유스티나는 시칠리아 태생으로 아리우스주의 광신도였다.
383년 마그누스 막시무스가 브리타니아에서 제위를 찬탈하여 그라티아누스를 죽이고 황제로 인정되었고 급기야 387년 이탈리아를 침략해 왔다. 발렌티니아누스와 그의 어머니는 밀라노를 떠나 제국 동부의 새 황제 테오도시우스 1세의 테살로니카로 도망갔다. 388년 테오도시우스와 발렌티니아누스는 막시무스에 대한 원정을 떠나 결국 막시무스를 제거했다. 발렌티니아누스는 테오도시우스와 함께 밀리노로 돌아와 복위했다. 391년 초, 테오도시우스는 콘스탄티노폴리스로 돌아갔고 발렌티니아누스는 그가 자리를 비운 사이 갈리아를 지배했던 아르보가스트에게서 다시 권력을 받으려고 비엔나로 갔다. 그러나 프랑크족인 아르보가스트는 노골적으로 이 젊은 황제를 무시하고 권력이양을 거부했다. 양측의 긴장이 고조되어 전쟁으로 비화하려는 찰나, 392년 5월 15일 발렌티니아누스는 비엔나의 궁정에서 21살의 나이로 의문의 죽음을 당했다. 그의 죽음에 대하여는 암살의 증거가 전혀 없어 자살로 여겨졌으나 아마도 아르보가스트에 의해 죽은 것으로 보인다. 암브로시우스가 그의 죽음을 추모하는 자리에서 자살이라고 하지 않았다.